# Parco nazionale di Rishiri-Rebun-Sarobetsu

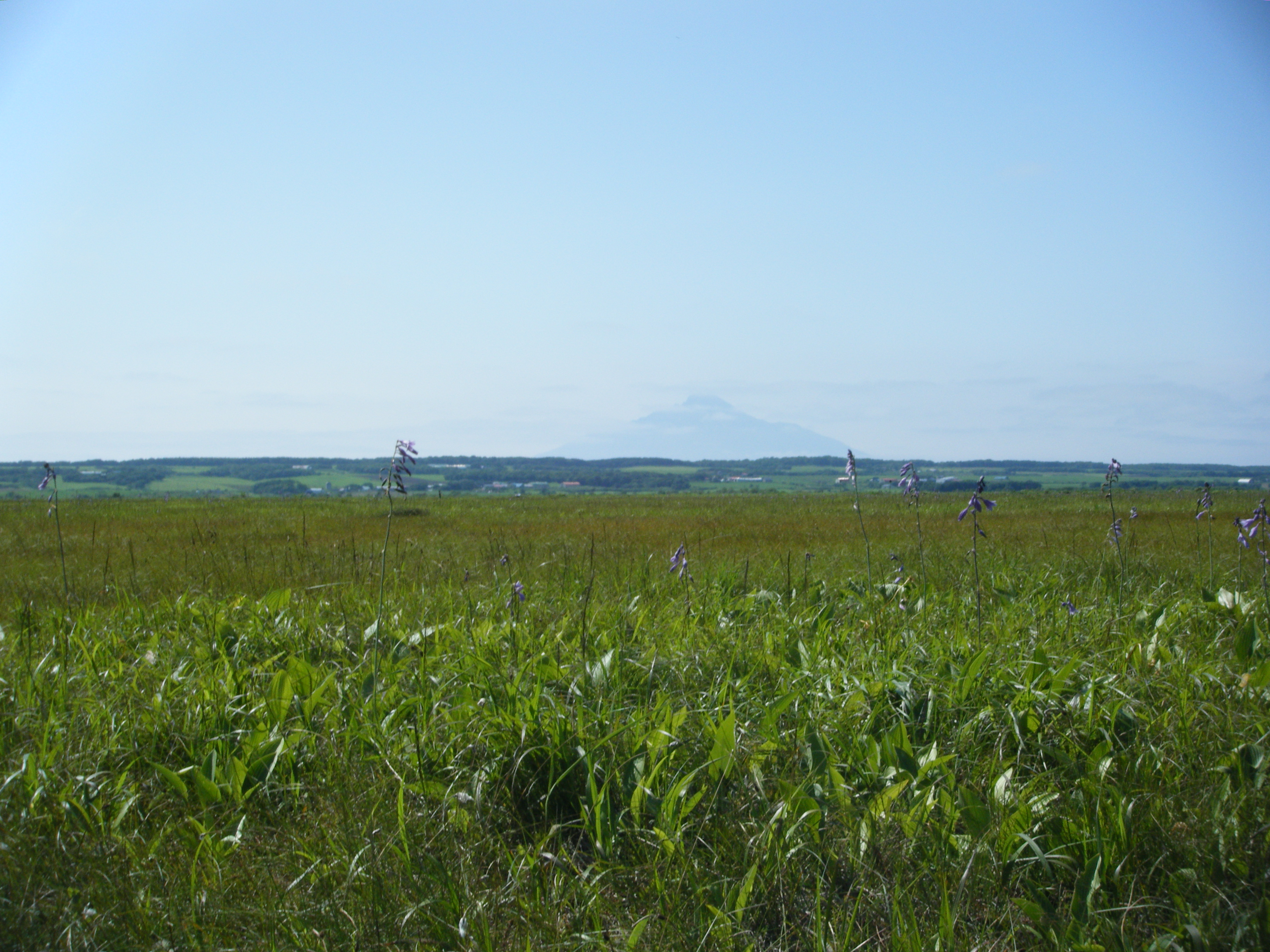
Hokkaido, Sarobetsu Plain

Il parco nazionale di Rishiri-Rebun-Sarobetsu (利尻礼文サロベツ国立公園?, Rishiri Rebun Sarobetsu Kokuritsu Kōen) è un parco nazionale sull'isola di Rishiri, l'isola di Rebun e un'area costiera da Wakkanai ad Horonobe nella punta nord-occidentale di Hokkaidō, in Giappone. Le aree del parco coprono 212,22 km2. Il parco è noto per la sua flora alpina e le sue vedute di montagne vulcaniche ed aree formate dall'erosione marina. Il parco è circondato da campi di pesca, e le sue zone costiere sono ricche di kelp. Le zone costiere del parco sono accessibili dalla strada statale 40, conosciuta come l'autostrada nazionale di Wakkanai, mentre le isole di Rishiri e Rebun sono accessibili in traghetto da Wakkanai.

## Geografia

### Pianura di Sarobetsu
La pianura di Sarobetsu (サロベツ原野?, Sarobetsu gen'ya) è una pianura alluvionale paludosa sul mar del Giappone formata dai fiumi Teshio e Sarobetsu. La pianura è lunga approssimativamente 17 km e copre circa 150 km2. La pianura di Sarobetsu ha un clima subartico e consiste di grandi torbiere. La pianura di Sarobetsu fu aggiunta alla Lista di Ramsar delle zone umide di importanza internazionale nel 2005, come parte della Convenzione di Ramsar, un trattato internazionale per la conservazione delle zone umide.

### Isola di Rishiri
L'isola di Rishiri (利尻島?, Rishiri-tō), separata da Hokkaidō dal canale di Rishiri, fu formata dalla vetta vulcanica a forma di cono del monte Rishiri (1.721 m). L'isola è 63 km di circonferenza e copre 183 km2.

### Isola di Rebun
L'isola di Rebun (礼文島?, Rebun-tō) è approssimativamente 30 km ad ovest di Wakkanai in Hokkaidō. L'isola è 72 km di circonferenza e copre island 82 km2. Rebun raggiunge la sua altitudine massima a Rebundake.